# Grand Batara
Taraba major
Genre
Espèce
Répartition géographique
Statut de conservation UICN

 LC  : Préoccupation mineure
Le Grand Batara (Taraba major) est une espèce de passereaux en grande partie sédentaire de la famille des Thamnophilidae, natif de l'écozone néotropicale.

## Description

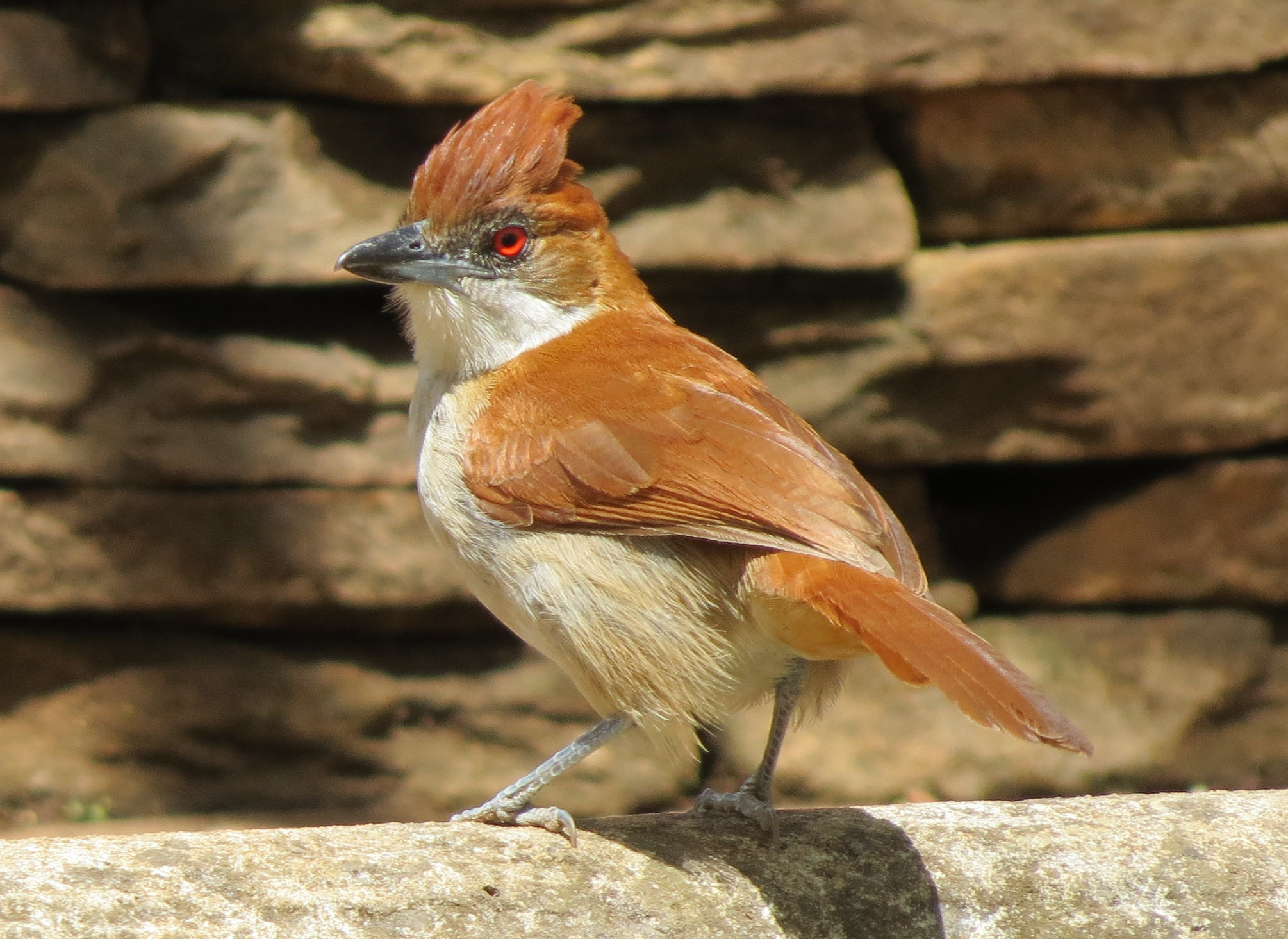
femelle

Le Grand Batara mesure environ 20 cm. Les deux sexes sont pourvus d'une huppe et d'iris écarlates. Toutefois, le mâle est plus coloré avec du noir sur le dessus ainsi que sur la tête. Le blanc est présent sous forme de taches sur les plumes couvrant les ailes, d'un liseré sur les rémiges primaires et sur tout l'abdomen tandis que les flancs sont gris. La femelle, quant à elle, est brun-roussâtre avec le dessous blanc.

## Alimentation
Son régime alimentaire est éclectique puisque cet oiseau se nourrit d'insectes (guêpes, fourmis, sauterelles, ...), de crustacés, de batraciens (crapauds, grenouilles, ...) et de petits rongeurs.

## Habitat
Il fréquente principalement les sous-bois à la végétation bien dense.

## Nidification
Le nid, en forme de coupe, suspendu est lié aux branches par des fibres végétales. La structure est faite d'un mélange de paille, de feuilles, de tiges, etc. La femelle y pond 2 ou 3 œufs qu'elle couve la nuit tandis que le mâle prend le relais le jour, et ce, pendant une quinzaine de jours. Les petits quittent le nid environ 2 semaines après l'éclosion.

## Répartition et sous-espèces
Selon la classification de référence du Congrès ornithologique international (15.1, 2025) il se répartit en dix sous-espèces suivantes (ordre phylogénique) :
- T. m. melanocrissus Sclater, 1860 — du sud-est du Mexique à l'ouest du Panama ;
- T. m. obscurus Zimmer, 1933 — de l'ouest de Costa Rica au nord de la Colombie ;
- T. m. transandeanus (Sclater, 1855) — du sud-ouest de la Colombie au nord-ouest du Pérou ;
- T. m. granadensis (Cabanis, 1872) — nord de la Colombie et nord-ouest du Venezuela ;
- T. m. semifasciatus (Cabanis, 1872) — est de la Colombie, Venezuela et nord de l'Amazonie ;
- T. m. duidae Chapman, 1929 — cerro Duida ;
- T. m. melanurus (Sclater, 1855) — ouest de l'Amazonie ;
- T. m. borbae (Pelzeln, 1868) — centre-ouest de l'Amazonie (au sud de l'Amazone) ;
- T. m. stagurus (Lichtenstein, 1823) — nord-est du Brésil ;
- T. m. major (Vieillot, 1816) — est de la Bolivie, Paraguay, sud du Brésil et nord de l'Argentine.